# Army Go Home!
Army Go Home! ist eine Filmkomödie des australischen Regisseurs Gregor Jordan aus dem Jahr 2001.

## Handlung
Westdeutschland 1989, kurz vor dem Mauerfall. In einer Kaserne in Stuttgart sind die stationierten US-Soldaten vom langsam verblassenden Feindbild des Kommunismus gelangweilt und arrangieren allerlei illegale Machenschaften. Allen voran GI Ray Elwood, der den Armeedienst dem Gefängnis vorzog und nun als Verantwortlicher im Nachschubbataillon an nahezu alles herankommt. Hinter dem Rücken des kameradschaftlichen, aber auch naiven Kasernenkommandanten Berman betreibt Elwood einen florierenden Schwarzmarkthandel mit Militärerzeugnissen, produziert und vertreibt Drogen und schläft mit Bermans Ehefrau.
Eines Tages fällt ihm durch Zufall ein Militärtransport mit M16-Sturmgewehren, Granatwerfern und Stinger-Raketen in die Hände, die er im großen Stil gegen Bares verkaufen will, aber stattdessen 30 kg Morphium zum Heroin kochen erhält.
Elwoods bisheriges Leben ändert sich jedoch völlig, als First Sergeant Lee auf den Stützpunkt versetzt wird, um die Zustände zu verändern. Doch gerade jetzt muss Elwood die große Ladung Heroin für seine Abnehmer herstellen. Zudem verliebt er sich in Lees Tochter Robyn.
Ab sofort ist Elwood seines Lebens nicht mehr sicher. Durch Lees Anwesenheit kann er die versprochenen Waffen nicht ausliefern, weshalb ihm sein Mittelsmann mit Konsequenzen droht. Und auch der Sergeant scheint in seinem Kreuzzug gegen die herrschenden Zustände über Leichen zu gehen, wie Elwoods Kumpel Stoney am eigenen Leib erfahren muss. Elwood und seine Freunde müssen große Mengen Heroin herstellen, um die Kundschaft halten zu können. Doch Lee, der mit Second Lieutenant Knoll einen Agenten eingeschleust hat, welcher sich als Private First Class ausgibt, so dass Elwood ihm völlig vertraut, stürmt zusammen mit Knoll die Szenerie. Beim anschließenden Handgemenge droht Lee Elwood umzubringen. Diesem helfen schließlich die Rauschgift-Chemikalien im Drogenlabor, die zu heiß werden und explodieren. Elwood wird zusammen mit Lee aus dem Fenster geschleudert, überlebt aber verletzt, während Lee stirbt.
Robyn wird Elwoods feste Freundin und er wird zur Förderung seiner Genesung auf einen Stützpunkt nach Hawaii versetzt, wo er seinen Schwarzmarkt neu aufziehen kann.

## Kritik
Für film-dienst ist „Army Go Home!“ ein „ebenso bizarrer wie romantischer Film über das Leben in einer Welt ohne feste Grenzen, der den menschlichen Schwächen seiner Protagonisten mit Ironie und Sympathie begegnet und zugleich Liebe und Anstand als dauerhafte Werte feiert“. Steven Rea sprach bei Philly.com von einem „ausgekochte[n], gemeine[n] Film“ (crafty, cutting movie).

## Auszeichnungen
Der Film erhielt im Jahr 2003 fünf Nominierungen für den British Independent Film Award, darunter eine in der Kategorie Bester britischer Independentfilm, eine für Joaquin Phoenix und eine für das Drehbuch. Das Drehbuch erhielt 2004 den Evening Standard British Film Award. Oliver Stapleton wurde 2001 für den Golden Frog des polnischen Festivals Camerimage nominiert.

## Hintergrund
In Jockgrim wurde die Szene mit der explodierenden Tankstelle gedreht. Die mittlerweile abgerissene US-Kaserne in Knielingen, Teile des Paul Revere Village in der Nordstadt, das Tullabad, die Marien- sowie Kriegsstraße in Karlsruhe sowie der Marktplatz des nahe gelegenen Ortes Königsbach wurden als weitere Drehorte genutzt. Teilweise wurden auch Szenen im ehemaligen US-Army-Munitionsdepot Siegelsbach gedreht. Der Höhepunkt, der Kampf um die Heroinproduktion, wurde in alten mittlerweile abgerissenen Industriegebäuden der Firma Danzas in Maximiliansau (Wörth am Rhein) inszeniert.
Im gleichnamigen Buch von Robert O’Connor spielt die Geschichte in Mannheim kurz nach Ende des Vietnamkriegs.
Die U. S. Army verweigerte jede Unterstützung des Films. Fahrzeuge mussten daher von kommerziellen Verleihern und privaten Sammlern geliehen werden. Daher sind im Film niederländische YPR-Schützenpanzer und modifizierte deutsche Leopard 1-Kampfpanzer zu sehen.
Aufgrund der Terroranschläge am 11. September 2001 wurde das Anlaufen des Films in den USA größtenteils um zwei Jahre hinausgezögert. Bei einer Vorführung auf dem Sundance Film Festival wurde dem Film von aufgebrachten Zuschauern Antiamerikanismus und unpatriotisches Gedankengut vorgeworfen. Auf einer Pressekonferenz warf eine Frau eine Wasserflasche auf Anna Paquin.
Robert E. Lee ist auch der Name des berühmtesten Generals der amerikanischen Südstaaten während des Sezessionskrieges 1861–1865.